# Edward Rogers (Politiker)
Edward Rogers (* 30. Mai 1787 in Cornwall, Connecticut; † 29. Mai 1857 in Galway, New York) war ein US-amerikanischer Jurist und Politiker. Zwischen 1839 und 1841 vertrat er den Bundesstaat New York im US-Repräsentantenhaus.

## Werdegang
Edward Rogers wurde ungefähr vier Jahre nach dem Ende des Unabhängigkeitskrieges im Litchfield County geboren. Er schloss seine Vorstudien ab. 1809 graduierte er am Williams College in Williamstown. Zum Ende des Britisch-Amerikanischen Krieges zog er nach New York. Rogers graduierte am Yale College. Er studierte Jura. Nach dem Erhalt seiner Zulassung als Anwalt begann er in Madison zu praktizieren. 1822 nahm er als Delegierter an der State Convention zwecks der Überarbeitung der Verfassung von New York. Er war Richter am Court of Common Pleas im Madison County. Politisch gehörte er der Demokratischen Partei an.
Bei den Kongresswahlen des Jahres 1838 für den 26. Kongress wurde Rogers im 23. Wahlbezirk von New York in das US-Repräsentantenhaus in Washington, D.C. gewählt, wo er am 4. März 1839 die Nachfolge von Bennet Bicknell und William Taylor antrat, welche zuvor zusammen den 23. Distrikt im US-Repräsentantenhaus vertraten. Er schied nach dem 3. März 1841 aus dem Kongress aus.
Nach seiner Kongresszeit ging er wieder seiner Tätigkeit als Anwalt nach. Ferner widmete er sich literarischen Arbeiten. Er verstarb ungefähr vier Jahre vor dem Ausbruch des Bürgerkrieges in Galway und wurde dann auf dem gleichnamigen Friedhof in Madison beigesetzt.